# نوكيري كورسي للسيدات 2022
نوكيري كورسي للسيدات 2022 (بالفرنسية: Nokere Koerse voor Dames 2022)‏ هو سباق دراجات هوائية، وهو الموسم الثالث من نوكيري كورسي للسيدات ‏، وأقيم في 16 مارس 2022 ضمن سباقات سباق الدراجات على الطريق للسيدات 2022، وشارك فيه 113 متسابقاً ووصل إلى نهايته 78 متسابقاً.
فاز بالمركز الأول لورينا ويبيس، وبالمركز الثاني لوت كوبيكي، وبالمركز الثالث مارتا باستيانيلي.

## الفرق
| فرق سيدات عالمية (12)- Liv AlUla Jayco ‏ - كانيون–إس آر إيه إم ريسينغ 2022 ‏ - EF Education–Tibco–SVB ‏ - FDJ–Suez ‏ - رالي سايكلنج 2022 ‏ - جامبو فيسما للسيدات 2022 ‏ - موفيستار للسيدات 2022 ‏ - فريق سنويب للسيدات 2022 ‏ - إس دي وركس 2022 ‏ - Lidl–Trek (women's team) ‏ - يو أي أيه تيم 2022 ‏ - فريق أونو إكس برو للدراجات للسيدات 2022 ‏ فرق دراجات قارية سيدات (8)- بنجوال شوفالمير-فان إيك سبورت 2022 ‏ - Ceratizit Pro Cycling ‏ - لي كول واهو 2022 ‏ - لوتو سودال للسيدات 2022 ‏ - إن إكس تي جي ريسينغ 2022 ‏ - باركهوتل فالكنبورغ 2022 ‏ - بلانتور بورا 2022 ‏ - فالكار ترافل سيرفس 2022 ‏ |  |
| |  |

## المشاركون
| إس دي وركس ‏ SDW | إس دي وركس ‏ SDW       | إس دي وركس ‏ SDW |
| --------------- | --------------------- | --------------- |
| م               | عداء                  | مرتبة           |
| 1               | لوت كوبيكي (طريق)     | 2               |
| 3               | روكسان فورنييه        | 48              |
| 4               | كريستين ماجروس (طريق) | 20              |
| 6               | Lonneke Uneken ‏       | 60              |

| Lidl–Trek (women's team) ‏ TFS | Lidl–Trek (women's team) ‏ TFS | Lidl–Trek (women's team) ‏ TFS |
| ----------------------------- | ----------------------------- | ----------------------------- |
| م                             | عداء                          | مرتبة                         |
| 11                            | Elynor Bäckstedt ‏             | لم يكمل السباق                |
| 12                            | Audrey Cordon-Ragot           | لم يكمل السباق                |
| 13                            | أمالي ديديريكسن (طريق)        | لم يكمل السباق                |
| 14                            | Lauretta Hanson ‏              | 13                            |
| 15                            | كلو هوسكينغ                   | لم يكمل السباق                |

| موفيستار للسيدات ‏ MOV | موفيستار للسيدات ‏ MOV         | موفيستار للسيدات ‏ MOV |
| --------------------- | ----------------------------- | --------------------- |
| م                     | عداء                          | مرتبة                 |
| 21                    | أود بيانيك                    | لم يكمل السباق        |
| 22                    | أليسيا غونزاليس بلانكو        | 11                    |
| 23                    | باربرا جوارشي                 | 6                     |
| 24                    | Jelena Erić (cyclist) ‏ (طريق) | لم يكمل السباق        |
| 25                    | Sarah Gigante ‏                | 74                    |
| 26                    | Lourdes Oyarbide ‏             | 56                    |

| فريق سنويب للسيدات ‏ DSM | فريق سنويب للسيدات ‏ DSM | فريق سنويب للسيدات ‏ DSM |
| ----------------------- | ----------------------- | ----------------------- |
| م                       | عداء                    | مرتبة                   |
| 31                      | لورينا ويبيس            | 1                       |
| 32                      | فايفر جورجي (طريق)      | لم يكمل السباق          |
| 33                      | فرانشيسكا كوش ‏          | لم يكمل السباق          |
| 34                      | Charlotte Kool ‏         | 57                      |
| 35                      | Esmée Peperkamp ‏        | لم يكمل السباق          |
| 36                      | Elise Uijen ‏            | لم يكمل السباق          |

| يو أي أيه تيم ‏ UAD | يو أي أيه تيم ‏ UAD  | يو أي أيه تيم ‏ UAD |
| ------------------ | ------------------- | ------------------ |
| م                  | عداء                | مرتبة              |
| 41                 | مارتا باستيانيلي    | 3                  |
| 42                 | Maaike Boogaard ‏    | 54                 |
| 43                 | يوجينة بوجاك (طريق) | 21                 |
| 44                 | صوفيا بيرتيزولو     | 14                 |
| 45                 | Laura Tomasi ‏       | لم يكمل السباق     |
| 46                 | Anna Trevisi ‏       | 77                 |

| كانيون–إس آر إيه إم ‏ CSR | كانيون–إس آر إيه إم ‏ CSR | كانيون–إس آر إيه إم ‏ CSR |
| ------------------------ | ------------------------ | ------------------------ |
| م                        | عداء                     | مرتبة                    |
| 51                       | Alice Barnes             | لم يكمل السباق           |
| 52                       | Shari Bossuyt ‏           | 10                       |
| 53                       | Neve Bradbury ‏           | لم يكمل السباق           |
| 54                       | إيلا هاريس               | 36                       |
| 55                       | ليزا كلاين               | 38                       |
| 56                       | Maud Oudeman ‏            | لم يكمل السباق           |

| FDJ–Suez ‏ FSF | FDJ–Suez ‏ FSF      | FDJ–Suez ‏ FSF  |
| ------------- | ------------------ | -------------- |
| م             | عداء               | مرتبة          |
| 61            | غريس براون         | لم يكمل السباق |
| 62            | Clara Copponi ‏     | لم يكمل السباق |
| 63            | أوجيني دوفال       | 8              |
| 64            | إميليا فهلين       | 41             |
| 65            | Maëlle Grossetête ‏ | 32             |
| 66            | Stine Borgli ‏      | لم يكمل السباق |

| جامبو فيسما للسيدات ‏ TJV | جامبو فيسما للسيدات ‏ TJV | جامبو فيسما للسيدات ‏ TJV |
| ------------------------ | ------------------------ | ------------------------ |
| م                        | عداء                     | مرتبة                    |
| 71                       | Noemi Rüegg ‏             | 7                        |
| 72                       | Teuntje Beekhuis ‏        | 16                       |
| 73                       | رومي كاسبر               | 51                       |
| 74                       | Linda Riedmann ‏          | 26                       |
| 75                       | Aafke Soet ‏              | لم يكمل السباق           |
| 76                       | Amber Kraak ‏             | 23                       |

| Liv AlUla Jayco ‏ BEX | Liv AlUla Jayco ‏ BEX | Liv AlUla Jayco ‏ BEX |
| -------------------- | -------------------- | -------------------- |
| م                    | عداء                 | مرتبة                |
| 81                   | جيسيكا ألين          | 76                   |
| 82                   | جورجيا بيكر          | 61                   |
| 83                   | Teniel Campbell ‏     | 17                   |
| 84                   | Arianna Fidanza ‏     | 64                   |
| 85                   | نينا كيسلر           | 63                   |

| EF Education–Tibco–SVB ‏ TIB | EF Education–Tibco–SVB ‏ TIB | EF Education–Tibco–SVB ‏ TIB |
| --------------------------- | --------------------------- | --------------------------- |
| م                           | عداء                        | مرتبة                       |
| 91                          | Letizia Borghesi ‏           | 9                           |
| 92                          | Tanja Erath ‏                | 67                          |
| 93                          | Kathrin Hammes ‏             | لم يكمل السباق              |
| 94                          | Sara Poidevin ‏              | 45                          |
| 95                          | Abi Smith ‏                  | لم يكمل السباق              |
| 96                          | Magdeleine Vallieres ‏       | 29                          |

| رالي سايكلنج ‏ HPW | رالي سايكلنج ‏ HPW   | رالي سايكلنج ‏ HPW |
| ----------------- | ------------------- | ----------------- |
| م                 | عداء                | مرتبة             |
| 101               | Henrietta Christie ‏ | 78                |
| 102               | ميكي كروجر          | لم يكمل السباق    |
| 103               | Makayla MacPherson‏  | 43                |
| 104               | Marit Raaijmakers ‏  | 65                |
| 105               | Eri Yonamine ‏       | 47                |
| 106               | Kaia Schmid ‏        | 31                |

| فريق أونو إكس برو للدراجات للسيدات ‏ UXT | فريق أونو إكس برو للدراجات للسيدات ‏ UXT | فريق أونو إكس برو للدراجات للسيدات ‏ UXT |
| --------------------------------------- | --------------------------------------- | --------------------------------------- |
| م                                       | عداء                                    | مرتبة                                   |
| 111                                     | سوزان أندرسن                            | 15                                      |
| 112                                     | هانا بارنز                              | 62                                      |
| 113                                     | Julie Norman Leth ‏                      | لم يكمل السباق                          |
| 114                                     | هانا لودفيغ                             | 73                                      |
| 115                                     | Mie Bjørndal Ottestad ‏                  | 66                                      |

| فالكار سيلانس ‏ VAL | فالكار سيلانس ‏ VAL   | فالكار سيلانس ‏ VAL |
| ------------------ | -------------------- | ------------------ |
| م                  | عداء                 | مرتبة              |
| 121                | Karolina Kumięga ‏    | لم يكمل السباق     |
| 122                | كيارا كونسوني        | 4                  |
| 123                | Anastasia Carbonari ‏ | 58                 |
| 124                | Emma Redaelli‏        | لم يكمل السباق     |
| 125                | Ilaria Sanguineti ‏   | 49                 |
| 126                | Margaux Vigié ‏       | 69                 |

| Ceratizit Pro Cycling ‏ WNT | Ceratizit Pro Cycling ‏ WNT    | Ceratizit Pro Cycling ‏ WNT |
| -------------------------- | ----------------------------- | -------------------------- |
| م                          | عداء                          | مرتبة                      |
| 131                        | فرانزيسكا بروس                | 71                         |
| 132                        | ماريا جوليا كونفالونيري       | 59                         |
| 133                        | Martina Fidanza ‏              | لم يكمل السباق             |
| 134                        | Marta Lach ‏                   | 25                         |
| 135                        | Kathrin Schweinberger ‏ (طريق) | 12                         |
| 136                        | Lea Lin Teutenberg ‏           | 52                         |

| باركهوتل فالكنبورغ ‏ PHV | باركهوتل فالكنبورغ ‏ PHV | باركهوتل فالكنبورغ ‏ PHV |
| ----------------------- | ----------------------- | ----------------------- |
| م                       | عداء                    | مرتبة                   |
| 141                     | Mischa Bredewold ‏       | 40                      |
| 142                     | Sofie van Rooijen ‏      | 55                      |
| 143                     | فيمكا ماركوس            | 35                      |
| 144                     | Lieke Nooijen ‏          | 34                      |
| 145                     | كيرستي فان هافتن        | لم يكمل السباق          |
| 146                     | Marith Vanhove ‏         | 68                      |

| دروبز ‏ DRP | دروبز ‏ DRP               | دروبز ‏ DRP     |
| ---------- | ------------------------ | -------------- |
| م          | عداء                     | مرتبة          |
| 151        | ماريا مارتينز (طريق)     | 44             |
| 152        | إليزابيث هولدن           | 42             |
| 153        | Marjolein van 't Geloof ‏ | 5              |
| 154        | Maike van der Duin ‏      | 24             |
| 155        | Jesse Vandenbulcke ‏      | لم يكمل السباق |
| 156        | غلاديس فيرهلست ‏          | لم يكمل السباق |

| إن إكس تي جي ريسينغ ‏ AGI | إن إكس تي جي ريسينغ ‏ AGI | إن إكس تي جي ريسينغ ‏ AGI |
| ------------------------ | ------------------------ | ------------------------ |
| م                        | عداء                     | مرتبة                    |
| 161                      | Maureen Arens ‏           | 70                       |
| 162                      | Mylène de Zoete ‏         | 19                       |
| 163                      | Amber Aernouts‏           | لم يكمل السباق           |
| 164                      | Yuli Van der Molen ‏      | لم يكمل السباق           |
| 165                      | Ilse Pluimers ‏           | 39                       |
| 166                      | Cassia Boglio‏            | 75                       |

| بنجوال شوفالمير ‏ BCV | بنجوال شوفالمير ‏ BCV | بنجوال شوفالمير ‏ BCV |
| -------------------- | -------------------- | -------------------- |
| م                    | عداء                 | مرتبة                |
| 171                  | Minke Bakker‏         | لم يكمل السباق       |
| 173                  | Danique Braam ‏       | 46                   |
| 175                  | Barbara Sniezynska‏   | لم يكمل السباق       |
| 176                  | Claudia Jongerius‏    | 72                   |

| لوتو بيليسول للسيدات ‏ LSL | لوتو بيليسول للسيدات ‏ LSL | لوتو بيليسول للسيدات ‏ LSL |
| ------------------------- | ------------------------- | ------------------------- |
| م                         | عداء                      | مرتبة                     |
| 181                       | Sterre Vervloet ‏          | لم يكمل السباق            |
| 182                       | Mijntje Geurts ‏           | 50                        |
| 183                       | جوزي ونايت                | لم يكمل السباق            |
| 184                       | Mieke Docx ‏               | 37                        |
| 185                       | Elise vander Sande‏        | لم يكمل السباق            |
| 186                       | Kylie Waterreus ‏          | 27                        |

| بلانتور بورا سيلينج تيم ‏ PLP | بلانتور بورا سيلينج تيم ‏ PLP | بلانتور بورا سيلينج تيم ‏ PLP |
| ---------------------------- | ---------------------------- | ---------------------------- |
| م                            | عداء                         | مرتبة                        |
| 191                          | Kiona Crabbé ‏                | 33                           |
| 192                          | Justine Ghekiere ‏            | 30                           |
| 193                          | Julie De Wilde ‏              | 18                           |
| 194                          | Yara Kastelijn ‏              | 28                           |
| 195                          | Laura Süßemilch ‏             | 22                           |
| 196                          | Julie Van de Velde ‏          | 53                           |

| إس دي وركس ‏ SDW | إس دي وركس ‏ SDW       | إس دي وركس ‏ SDW |
| --------------- | --------------------- | --------------- |
| م               | عداء                  | مرتبة           |
| 1               | لوت كوبيكي (طريق)     | 2               |
| 3               | روكسان فورنييه        | 48              |
| 4               | كريستين ماجروس (طريق) | 20              |
| 6               | Lonneke Uneken ‏       | 60              |

| Lidl–Trek (women's team) ‏ TFS | Lidl–Trek (women's team) ‏ TFS | Lidl–Trek (women's team) ‏ TFS |
| ----------------------------- | ----------------------------- | ----------------------------- |
| م                             | عداء                          | مرتبة                         |
| 11                            | Elynor Bäckstedt ‏             | لم يكمل السباق                |
| 12                            | Audrey Cordon-Ragot           | لم يكمل السباق                |
| 13                            | أمالي ديديريكسن (طريق)        | لم يكمل السباق                |
| 14                            | Lauretta Hanson ‏              | 13                            |
| 15                            | كلو هوسكينغ                   | لم يكمل السباق                |

| موفيستار للسيدات ‏ MOV | موفيستار للسيدات ‏ MOV         | موفيستار للسيدات ‏ MOV |
| --------------------- | ----------------------------- | --------------------- |
| م                     | عداء                          | مرتبة                 |
| 21                    | أود بيانيك                    | لم يكمل السباق        |
| 22                    | أليسيا غونزاليس بلانكو        | 11                    |
| 23                    | باربرا جوارشي                 | 6                     |
| 24                    | Jelena Erić (cyclist) ‏ (طريق) | لم يكمل السباق        |
| 25                    | Sarah Gigante ‏                | 74                    |
| 26                    | Lourdes Oyarbide ‏             | 56                    |

| فريق سنويب للسيدات ‏ DSM | فريق سنويب للسيدات ‏ DSM | فريق سنويب للسيدات ‏ DSM |
| ----------------------- | ----------------------- | ----------------------- |
| م                       | عداء                    | مرتبة                   |
| 31                      | لورينا ويبيس            | 1                       |
| 32                      | فايفر جورجي (طريق)      | لم يكمل السباق          |
| 33                      | فرانشيسكا كوش ‏          | لم يكمل السباق          |
| 34                      | Charlotte Kool ‏         | 57                      |
| 35                      | Esmée Peperkamp ‏        | لم يكمل السباق          |
| 36                      | Elise Uijen ‏            | لم يكمل السباق          |

| يو أي أيه تيم ‏ UAD | يو أي أيه تيم ‏ UAD  | يو أي أيه تيم ‏ UAD |
| ------------------ | ------------------- | ------------------ |
| م                  | عداء                | مرتبة              |
| 41                 | مارتا باستيانيلي    | 3                  |
| 42                 | Maaike Boogaard ‏    | 54                 |
| 43                 | يوجينة بوجاك (طريق) | 21                 |
| 44                 | صوفيا بيرتيزولو     | 14                 |
| 45                 | Laura Tomasi ‏       | لم يكمل السباق     |
| 46                 | Anna Trevisi ‏       | 77                 |

| كانيون–إس آر إيه إم ‏ CSR | كانيون–إس آر إيه إم ‏ CSR | كانيون–إس آر إيه إم ‏ CSR |
| ------------------------ | ------------------------ | ------------------------ |
| م                        | عداء                     | مرتبة                    |
| 51                       | Alice Barnes             | لم يكمل السباق           |
| 52                       | Shari Bossuyt ‏           | 10                       |
| 53                       | Neve Bradbury ‏           | لم يكمل السباق           |
| 54                       | إيلا هاريس               | 36                       |
| 55                       | ليزا كلاين               | 38                       |
| 56                       | Maud Oudeman ‏            | لم يكمل السباق           |

| FDJ–Suez ‏ FSF | FDJ–Suez ‏ FSF      | FDJ–Suez ‏ FSF  |
| ------------- | ------------------ | -------------- |
| م             | عداء               | مرتبة          |
| 61            | غريس براون         | لم يكمل السباق |
| 62            | Clara Copponi ‏     | لم يكمل السباق |
| 63            | أوجيني دوفال       | 8              |
| 64            | إميليا فهلين       | 41             |
| 65            | Maëlle Grossetête ‏ | 32             |
| 66            | Stine Borgli ‏      | لم يكمل السباق |

| جامبو فيسما للسيدات ‏ TJV | جامبو فيسما للسيدات ‏ TJV | جامبو فيسما للسيدات ‏ TJV |
| ------------------------ | ------------------------ | ------------------------ |
| م                        | عداء                     | مرتبة                    |
| 71                       | Noemi Rüegg ‏             | 7                        |
| 72                       | Teuntje Beekhuis ‏        | 16                       |
| 73                       | رومي كاسبر               | 51                       |
| 74                       | Linda Riedmann ‏          | 26                       |
| 75                       | Aafke Soet ‏              | لم يكمل السباق           |
| 76                       | Amber Kraak ‏             | 23                       |

| Liv AlUla Jayco ‏ BEX | Liv AlUla Jayco ‏ BEX | Liv AlUla Jayco ‏ BEX |
| -------------------- | -------------------- | -------------------- |
| م                    | عداء                 | مرتبة                |
| 81                   | جيسيكا ألين          | 76                   |
| 82                   | جورجيا بيكر          | 61                   |
| 83                   | Teniel Campbell ‏     | 17                   |
| 84                   | Arianna Fidanza ‏     | 64                   |
| 85                   | نينا كيسلر           | 63                   |

| EF Education–Tibco–SVB ‏ TIB | EF Education–Tibco–SVB ‏ TIB | EF Education–Tibco–SVB ‏ TIB |
| --------------------------- | --------------------------- | --------------------------- |
| م                           | عداء                        | مرتبة                       |
| 91                          | Letizia Borghesi ‏           | 9                           |
| 92                          | Tanja Erath ‏                | 67                          |
| 93                          | Kathrin Hammes ‏             | لم يكمل السباق              |
| 94                          | Sara Poidevin ‏              | 45                          |
| 95                          | Abi Smith ‏                  | لم يكمل السباق              |
| 96                          | Magdeleine Vallieres ‏       | 29                          |

| رالي سايكلنج ‏ HPW | رالي سايكلنج ‏ HPW   | رالي سايكلنج ‏ HPW |
| ----------------- | ------------------- | ----------------- |
| م                 | عداء                | مرتبة             |
| 101               | Henrietta Christie ‏ | 78                |
| 102               | ميكي كروجر          | لم يكمل السباق    |
| 103               | Makayla MacPherson‏  | 43                |
| 104               | Marit Raaijmakers ‏  | 65                |
| 105               | Eri Yonamine ‏       | 47                |
| 106               | Kaia Schmid ‏        | 31                |

| فريق أونو إكس برو للدراجات للسيدات ‏ UXT | فريق أونو إكس برو للدراجات للسيدات ‏ UXT | فريق أونو إكس برو للدراجات للسيدات ‏ UXT |
| --------------------------------------- | --------------------------------------- | --------------------------------------- |
| م                                       | عداء                                    | مرتبة                                   |
| 111                                     | سوزان أندرسن                            | 15                                      |
| 112                                     | هانا بارنز                              | 62                                      |
| 113                                     | Julie Norman Leth ‏                      | لم يكمل السباق                          |
| 114                                     | هانا لودفيغ                             | 73                                      |
| 115                                     | Mie Bjørndal Ottestad ‏                  | 66                                      |

| فالكار سيلانس ‏ VAL | فالكار سيلانس ‏ VAL   | فالكار سيلانس ‏ VAL |
| ------------------ | -------------------- | ------------------ |
| م                  | عداء                 | مرتبة              |
| 121                | Karolina Kumięga ‏    | لم يكمل السباق     |
| 122                | كيارا كونسوني        | 4                  |
| 123                | Anastasia Carbonari ‏ | 58                 |
| 124                | Emma Redaelli‏        | لم يكمل السباق     |
| 125                | Ilaria Sanguineti ‏   | 49                 |
| 126                | Margaux Vigié ‏       | 69                 |

| Ceratizit Pro Cycling ‏ WNT | Ceratizit Pro Cycling ‏ WNT    | Ceratizit Pro Cycling ‏ WNT |
| -------------------------- | ----------------------------- | -------------------------- |
| م                          | عداء                          | مرتبة                      |
| 131                        | فرانزيسكا بروس                | 71                         |
| 132                        | ماريا جوليا كونفالونيري       | 59                         |
| 133                        | Martina Fidanza ‏              | لم يكمل السباق             |
| 134                        | Marta Lach ‏                   | 25                         |
| 135                        | Kathrin Schweinberger ‏ (طريق) | 12                         |
| 136                        | Lea Lin Teutenberg ‏           | 52                         |

| باركهوتل فالكنبورغ ‏ PHV | باركهوتل فالكنبورغ ‏ PHV | باركهوتل فالكنبورغ ‏ PHV |
| ----------------------- | ----------------------- | ----------------------- |
| م                       | عداء                    | مرتبة                   |
| 141                     | Mischa Bredewold ‏       | 40                      |
| 142                     | Sofie van Rooijen ‏      | 55                      |
| 143                     | فيمكا ماركوس            | 35                      |
| 144                     | Lieke Nooijen ‏          | 34                      |
| 145                     | كيرستي فان هافتن        | لم يكمل السباق          |
| 146                     | Marith Vanhove ‏         | 68                      |

| دروبز ‏ DRP | دروبز ‏ DRP               | دروبز ‏ DRP     |
| ---------- | ------------------------ | -------------- |
| م          | عداء                     | مرتبة          |
| 151        | ماريا مارتينز (طريق)     | 44             |
| 152        | إليزابيث هولدن           | 42             |
| 153        | Marjolein van 't Geloof ‏ | 5              |
| 154        | Maike van der Duin ‏      | 24             |
| 155        | Jesse Vandenbulcke ‏      | لم يكمل السباق |
| 156        | غلاديس فيرهلست ‏          | لم يكمل السباق |

| إن إكس تي جي ريسينغ ‏ AGI | إن إكس تي جي ريسينغ ‏ AGI | إن إكس تي جي ريسينغ ‏ AGI |
| ------------------------ | ------------------------ | ------------------------ |
| م                        | عداء                     | مرتبة                    |
| 161                      | Maureen Arens ‏           | 70                       |
| 162                      | Mylène de Zoete ‏         | 19                       |
| 163                      | Amber Aernouts‏           | لم يكمل السباق           |
| 164                      | Yuli Van der Molen ‏      | لم يكمل السباق           |
| 165                      | Ilse Pluimers ‏           | 39                       |
| 166                      | Cassia Boglio‏            | 75                       |

| بنجوال شوفالمير ‏ BCV | بنجوال شوفالمير ‏ BCV | بنجوال شوفالمير ‏ BCV |
| -------------------- | -------------------- | -------------------- |
| م                    | عداء                 | مرتبة                |
| 171                  | Minke Bakker‏         | لم يكمل السباق       |
| 173                  | Danique Braam ‏       | 46                   |
| 175                  | Barbara Sniezynska‏   | لم يكمل السباق       |
| 176                  | Claudia Jongerius‏    | 72                   |

| لوتو بيليسول للسيدات ‏ LSL | لوتو بيليسول للسيدات ‏ LSL | لوتو بيليسول للسيدات ‏ LSL |
| ------------------------- | ------------------------- | ------------------------- |
| م                         | عداء                      | مرتبة                     |
| 181                       | Sterre Vervloet ‏          | لم يكمل السباق            |
| 182                       | Mijntje Geurts ‏           | 50                        |
| 183                       | جوزي ونايت                | لم يكمل السباق            |
| 184                       | Mieke Docx ‏               | 37                        |
| 185                       | Elise vander Sande‏        | لم يكمل السباق            |
| 186                       | Kylie Waterreus ‏          | 27                        |

| بلانتور بورا سيلينج تيم ‏ PLP | بلانتور بورا سيلينج تيم ‏ PLP | بلانتور بورا سيلينج تيم ‏ PLP |
| ---------------------------- | ---------------------------- | ---------------------------- |
| م                            | عداء                         | مرتبة                        |
| 191                          | Kiona Crabbé ‏                | 33                           |
| 192                          | Justine Ghekiere ‏            | 30                           |
| 193                          | Julie De Wilde ‏              | 18                           |
| 194                          | Yara Kastelijn ‏              | 28                           |
| 195                          | Laura Süßemilch ‏             | 22                           |
| 196                          | Julie Van de Velde ‏          | 53                           |

## التصنيف العام النهائي
| التصنيف العام | التصنيف العام            | التصنيف العام | التصنيف العام           | التصنيف العام |  |
| العداء        | العداء                   | البلد         | الفريق                  | الوقت         |  |
| ------------- | ------------------------ | ------------- | ----------------------- | ------------- |  |
| 1             | لورينا ويبيس             | هولندا        | فريق سنويب للسيدات ‏     | 3 س 14 د 47 ث |  |
| 2             | لوت كوبيكي               | بلجيكا        | إس دي وركس ‏             | + 1 ث         |  |
| 3             | مارتا باستيانيلي         | إيطاليا       | يو أي أيه تيم ‏          | + 1 ث         |  |
| 4             | كيارا كونسوني            | إيطاليا       | فالكار سيلانس ‏          | + 1 ث         |  |
| 5             | Marjolein van 't Geloof ‏ | هولندا        | دروبز ‏                  | + 1 ث         |  |
| 6             | باربرا جوارشي            | إيطاليا       | موفيستار للسيدات ‏       | + 1 ث         |  |
| 7             | Noemi Rüegg ‏             | سويسرا        | جامبو فيسما للسيدات ‏    | + 1 ث         |  |
| 8             | أوجيني دوفال             | فرنسا         | FDJ–Suez ‏               | + 1 ث         |  |
| 9             | Letizia Borghesi ‏        | إيطاليا       | EF Education–Tibco–SVB ‏ | + 1 ث         |  |
| 10            | Shari Bossuyt ‏           | بلجيكا        | كانيون–إس آر إيه إم ‏    | + 1 ث         |  |